# Ferney-Voltaire
Ferney-Voltaire est une commune française dans le département de l'Ain, en région Auvergne-Rhône-Alpes. Située à la frontière suisse, elle fait partie de l'agglomération de Genève.
Ses habitants sont appelés les Ferneysiens.

## Géographie

### Localisation
La ville se trouve plus précisément dans le pays de Gex, incorporée dans l'agglomération de Genève, au nord-ouest de l'aéroport international de Genève (Cointrin). Elle est située sur la route D 1005 (ancienne RN 5) reliant Genève (distante de 8 km) à Dijon en passant par le col de la Faucille.

### Géologie et relief
La superficie de la commune est de 478 hectares ; l'altitude varie entre 409 et 446 mètres.

### Climat
Pour des articles plus généraux, voir Climat d'Auvergne-Rhône-Alpes et Climat de l'Ain.
En 2010, le climat de la commune est de type climat de montagne, selon une étude du CNRS s'appuyant sur une série de données couvrant la période 1971-2000. En 2020, Météo-France publie une typologie des climats de la France métropolitaine dans laquelle la commune est exposée à un climat de montagne ou de marges de montagne et est dans la région climatique Jura, caractérisée par une forte pluviométrie en toutes saisons (1 000 à 1 500 mm/an), des hivers rigoureux et un ensoleillement médiocre.
Pour la période 1971-2000, la température annuelle moyenne est de 10,2 °C, avec une amplitude thermique annuelle de 18 °C. Le cumul annuel moyen de précipitations est de 1 214 mm, avec 10,8 jours de précipitations en janvier et 9 jours en juillet. Pour la période 1991-2020, la température moyenne annuelle observée sur la station météorologique de Météo-France la plus proche, sur la commune de Cessy à 8 km à vol d'oiseau, est de 10,9 °C et le cumul annuel moyen de précipitations est de 1 063,2 mm,. Pour l'avenir, les paramètres climatiques de la commune estimés pour 2050 selon différents scénarios d'émission de gaz à effet de serre sont consultables sur un site dédié publié par Météo-France en novembre 2022.
| Mois                                  | jan.           | fév.           | mars          | avril         | mai           | juin          | jui.          | août          | sep.          | oct.          | nov.          | déc.           | année      |
| ------------------------------------- | -------------- | -------------- | ------------- | ------------- | ------------- | ------------- | ------------- | ------------- | ------------- | ------------- | ------------- | -------------- | ---------- |
| Température minimale moyenne (°C)     | −1,2           | −1,4           | 1,7           | 5,3           | 8,9           | 12,9          | 14,3          | 13,9          | 10,8          | 7,4           | 2,9           | −0,5           | 6,3        |
| Température moyenne (°C)              | 1,8            | 2,5            | 6,4           | 10,8          | 14,3          | 18,7          | 20,5          | 19,9          | 16,1          | 11,5          | 6,3           | 2,4            | 10,9       |
| Température maximale moyenne (°C)     | 4,9            | 6,3            | 11,2          | 16,2          | 19,6          | 24,6          | 26,7          | 25,9          | 21,5          | 15,7          | 9,6           | 5,4            | 15,6       |
| Record de froid (°C) date du record   | −13,9 30.01.05 | −16,3 01.02.03 | −11 01.03.05  | −6 08.04.03   | −0,4 06.05.19 | 2,6 01.06.06  | 6,7 25.07.11  | 6,3 26.08.18  | 1,6 25.09.02  | −3,4 26.10.03 | −10 27.11.05  | −14,7 20.12.09 | −16,3 2003 |
| Record de chaleur (°C) date du record | 15,9 01.01.23  | 19,5 23.02.20  | 22,4 16.03.12 | 26,5 22.04.18 | 32,8 24.05.09 | 35,5 25.06.03 | 37,6 07.07.15 | 38,5 24.08.23 | 31,2 11.09.23 | 27 09.10.23   | 21,4 02.11.20 | 16 18.12.19    | 38,5 2023  |
| Précipitations (mm)                   | 106            | 75,8           | 77,9          | 66,7          | 87            | 85,4          | 81,1          | 86,5          | 63            | 101,6         | 110,1         | 122,1          | 1 063,2    |

### Voies de communication et transports

#### Voies routières
La route départementale 1005 (D 1005, ex-RN 5 déclassée en 2006), traverse Ferney-Voltaire du nord au sud, depuis Ornex jusqu'à la douane franco-suisse. C'est le principal axe routier de la commune avec la route reliant les communes suisses de Meyrin et Versoix.

#### Pistes cyclables
La route de Prévessin, l'avenue de Vessy (Ornex), l'avenue des Sports, le chemin de Collex, l'avenue des Sablonnières et l'avenue du Jura sont partiellement ou entièrement équipés de pistes cyclables. La circulation en ville intègre des double-sens cyclistes et le marquage de sas vélo aux intersections régulées par des feux tricolores. Une piste sécurisée existe entre la zone commerciale de Bois Candide et les hôtels à proximité et Meyrin.

#### Transport ferroviaire
Les gares les plus proches de Ferney-Voltaire :
- la gare de Genève-Cornavin, accessible en 25 min par les lignes de bus 60 et 61 ;
- la gare de Genève-Aéroport, accessible en 15 min par la ligne de bus 66 ;
- la gare de Bellegarde-sur-Valserine par le car de TER.

#### Transports en commun

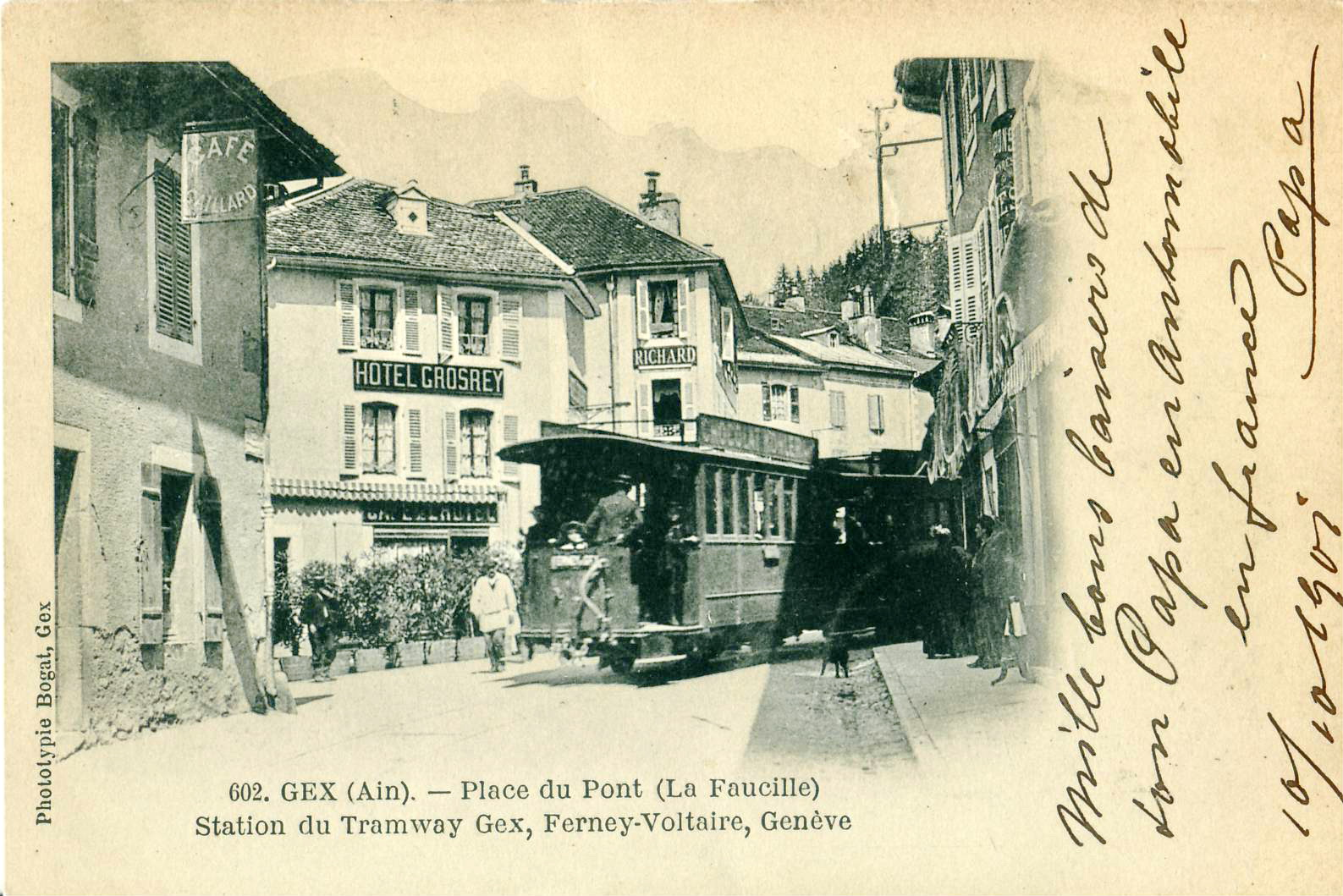
La ville était déjà reliée à Gex et Genève par les Tramways de l'Ain de 1900 à 1932. On voit ici une de ses rames, vers 1911 au terminus de Gex

Ferney-Voltaire est desservie par les lignes 60, 61, 64 et 66 des Transports publics genevois (TPG). La desserte se fait en moyenne toutes les 10 min aux heures de pointe et toutes les 20 min le reste du temps. Un projet de bus à haut niveau de service (BHNS) suivant le tracé de la ligne de bus 61 a vu le jour le 10 décembre 2023, permettant d'améliorer sensiblement la liaison entre la commune et la Suisse,.
La commune est aussi desservie par les cars TER, reliant Divonne-les-Bains et Bellegarde-sur-Valserine.

#### Transports aériens
La commune bénéficie de la proximité de l'aéroport international de Genève, situé sur les communes voisines du Grand-Saconnex et de Meyrin, en Suisse. Cet aéroport possède également un secteur français pour les vols intérieurs, l'accès depuis la France se faisant par la douane de Ferney-Voltaire et la route douanière.
Les deux principaux aéroports français accessibles depuis Ferney-Voltaire sont l'aéroport d'Annecy Haute-Savoie Mont-Blanc et l'aéroport international de Lyon-Saint-Exupéry.

## Urbanisme

### Typologie
Au 1er janvier 2024, Ferney-Voltaire est catégorisée centre urbain intermédiaire, selon la nouvelle grille communale de densité à 7 niveaux définie par l'Insee en 2022.
Elle appartient à l'unité urbaine de Genève (SUI)-Annemasse (partie française), une agglomération internationale dont elle est une commune de la banlieue,. Par ailleurs la commune fait partie de l'aire d'attraction de Genève - Annemasse (partie française), dont elle est une commune de la couronne,. Cette aire, qui regroupe 158 communes, est catégorisée dans les aires de 700 000 habitants ou plus (hors Paris),.

### Occupation des sols
L'occupation des sols de la commune, telle qu'elle ressort de la base de données européenne d’occupation biophysique des sols Corine Land Cover (CLC), est marquée par l'importance des territoires artificialisés (41,8 % en 2018), en augmentation par rapport à 1990 (32,6 %). La répartition détaillée en 2018 est la suivante : 
zones urbanisées (36,4 %), prairies (16,6 %), forêts (16,6 %), terres arables (14,9 %), zones agricoles hétérogènes (10,1 %), zones industrielles ou commerciales et réseaux de communication (5,4 %).
L'évolution de l’occupation des sols de la commune et de ses infrastructures peut être observée sur les différentes représentations cartographiques du territoire : la carte de Cassini (XVIIIe siècle), la carte d'état-major (1820-1866) et les cartes ou photos aériennes de l'IGN pour la période actuelle (1950 à aujourd'hui).

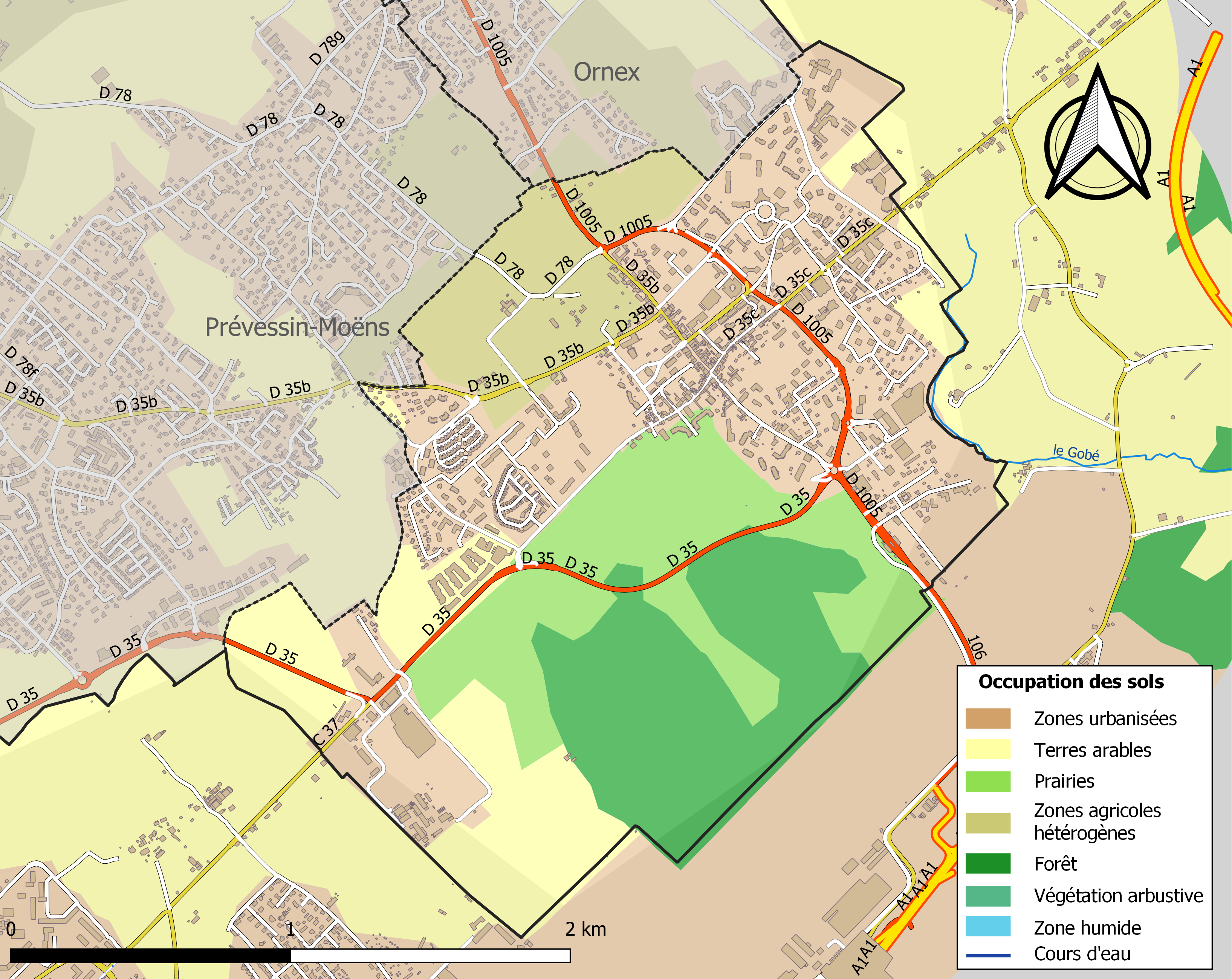
Carte des infrastructures et de l'occupation des sols de la commune en 2018 (CLC).

#### Logement
En 2009, le nombre total de logements dans la commune était de 5 154, alors qu'il était de 4 040 en 1999.
Parmi ces logements, 74,7 % étaient des résidences principales, 15,3 % des résidences secondaires et 10,0 % des logements vacants. Ces logements étaient pour 11,0 % d'entre eux des maisons individuelles et pour 85,0 % des appartements.
La proportion des résidences principales, propriétés de leurs occupants était de 39,0 %, en hausse par rapport à 1999 (33,5 %). La part de logements HLM loués vides (logements sociaux) était toujours inférieure au seuil légal de 20 % et même en baisse : 18,3 % contre 19,6 % en 1999.

#### Projets d'aménagements
Ville frontalière de la Suisse et de Genève, Ferney-Voltaire se développe au sein de l’agglomération du Grand Genève. Cette coopération transfrontalière se réalise au niveau local au sein des Périmètres d’aménagement coordonnés d’agglomération (PACA), reconnus depuis 2012. Le PACA Genève-Saint-Genis-Gex est l’échelon intermédiaire entre le Grand Genève et la Communauté de communes du Pays de Gex.
Le projet stratégique de développement est un projet économique et urbanistique transfrontalier mené en commun par la Communauté de communes du Pays de Gex, la ville de Ferney-Voltaire, la commune du Grand-Saconnex et le Canton de Genève. Dans le contexte du développement du Grand Genève il tend à rééquilibrer l'emploi et le logement de part et d’autre de la frontière. Côté français, le site s’étend sur 50 hectares du territoire communal, limités au sud par l'aéroport international de Genève. L’un de ses équipements principaux, la Cité internationale des savoirs, est prévu pour fin 2014. Ce bâtiment rassemblera notamment le CNAM-Léman (Conservatoire national des arts et métiers) et le Greta Val-Bugey-Léman, deux organismes de formation supérieure déjà implantés dans le Pays de Gex. La vocation de ce pôle économique est également le développement d’activités du secteur tertiaire.
Une ligne de bus à haut niveau de service (BHNS) remplacera à terme la ligne F le long de la D1005 reliant Gex à Ferney-Voltaire. Cet aménagement est programmé selon les termes d'un contrat d'axe, signé le 30 août 2012 par le Conseil général de l'Ain, la Communauté de communes du pays de Gex et les cinq communes traversées. Les travaux sont prévus à partir de 2017 pour une mise en service en 2020,. Le BHNS est inclus dans le projet plus large d’aménagement de la D1005, copiloté par le Conseil départemental de l'Ain et la Communauté de communes du Pays de Gex. Les communes traversées, le Conseil départemental de l'Ain, le Conseil régional d'Auvergne-Rhône-Alpes, les fonds européens et frontaliers, l’État français, ainsi que le Canton de Genève contribuent à son financement.
Classés prioritaires, le quartier des Tattes et le quartier du Levant font l’objet d’un vaste projet de rénovation urbaine entrepris par le bailleur social Dynacité (ex-OPAC de l'Ain) et la ville. Des travaux de réhabilitation des appartements, d’isolation, de rénovation des façades et d’aménagement des espaces extérieurs ont démarré en 2012 sur les immeubles du quartier des Tattes gérés par Dynacité. Les immeubles du quartier du Levant, seront complètement reconstruits et l’aménagement du quartier entièrement revu sur une période d’une dizaine d’années à partir de 2013.

## Toponymie
Le nom Ferney-Voltaire apparaît pour la première fois en 1780, inscrit par l'administration des postes[réf. nécessaire]. C'est la séance du conseil municipal du 24 novembre 1793, présidé par le maire Jean-Louis Wagnière, ancien secrétaire de Voltaire, qui adopte le nom de Ferney-Voltaire. Celui-ci ne sera officialisé que le 22 novembre 1878.
L'orthographe -ey apparaît de façon écrite pour la première fois dans un courrier de Voltaire daté du 14 mai 1774. Auparavant écrit Fernex, à partir de 1546 et Fernai à partir de 1125, la dernière syllabe serait à rapprocher du mot nay signifiant marais.

## Histoire

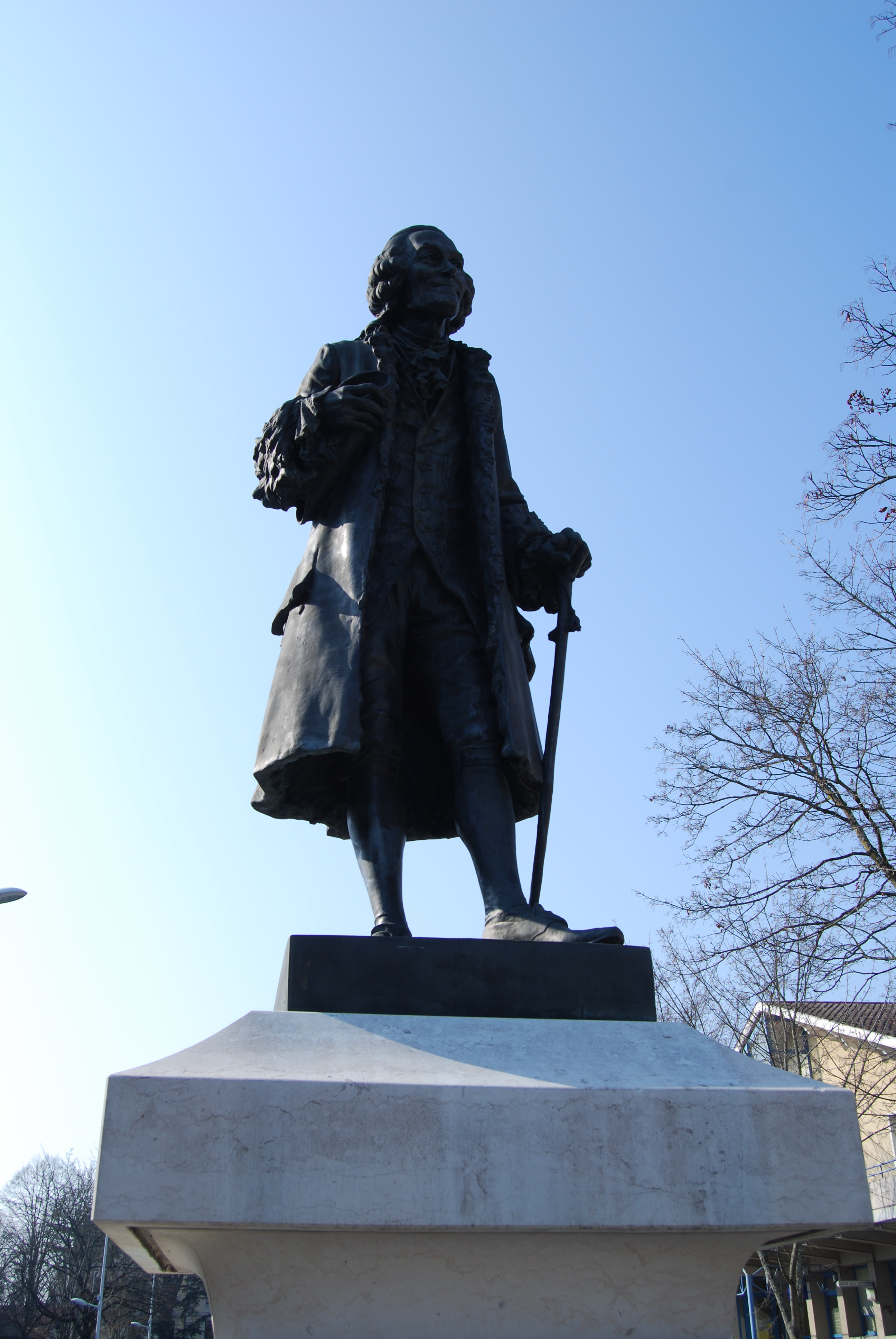
La statue de Voltaire, édifiée avenue Voltaire, entre la mairie et l'église, en 1890.

Voltaire choisit Ferney en 1759 pour sa proximité de la frontière, utile en cas de problème avec l'administration royale, et de Genève, ville de son rival Jean-Jacques Rousseau.
À son arrivée, le hameau comptait à peine cent cinquante habitants. Sur la statue de Voltaire, installée au centre-ville, il est qualifié de « Bienfaiteur de Ferney ». En effet, il permit l'essor tant démographique qu'économique de Ferney qui, en quelques années, passa d'une structure villageoise à une véritable petite ville. Voltaire fit construire plus de cent maisons, finança la construction d’une église, d’une école, d’un hôpital, d’un réservoir d’eau et de la fontaine.
De plus, il fit assécher les marais et créa des foires et marchés, incita des artisans — horlogers, tisserands — à s'y implanter, et enfin nourrit les habitants durant la disette de 1771. Rasant l'ancien bâtiment, il s'y fait édifier un château, aujourd'hui classé monument historique. Enfin, il prêta de l’argent gratuitement aux communes voisines.
Il n'est pas exagéré d'écrire que Ferney serait resté un petit village sans l'activité du « Patriarche » qui l'a fait entrer dans l'histoire. À sa mort en 1778, Ferney comptait près de 1 200 habitants. Mais sans son bienfaiteur elle perdit sa vitalité et retrouva sa forme agraire.
Lorsqu'en vertu du traité de Paris de 1815, presque toutes les communes limitrophes passèrent sous souveraineté suisse, Ferney resta française du fait de la forte empreinte qu'y avait laissée Voltaire. Une statue de bronze a été inaugurée en son honneur le 27 juillet 1890, financée et sculptée par Émile Lambert (qui était alors propriétaire du château).
En 1962 des échanges de territoires entre Ferney et les communes suisses voisines du Grand-Saconnex, de Meyrin et de Collex-Bossy permirent l'agrandissement de l'aéroport de Genève Cointrin.

## Politique et administration

### Rattachements administratifs et électoraux

#### Rattachements administratifs
La commune se trouve depuis 1933 dans l'arrondissement de Gex du département de l'Ain.
De 1801 à 1814, la commune fait partie d'un fugace canton de Genève-Ouest du département napoléonien du Léman. En 1814, la commune réintègre le département de l'Ain et devient le chef-lieu du canton de Ferney-Voltaire. Dans le cadre du redécoupage cantonal de 2014 en France, cette circonscription administrative territoriale a disparu, et le canton n'est plus qu'une circonscription électorale.

#### Rattachements électoraux
Pour les élections départementales, la commune fait partie depuis 2014 du canton de Saint-Genis-Pouilly
Pour l'élection des députés, elle fait partie de la troisième circonscription de l'Ain.

### Intercommunalité
Ferney-Voltaire est  membre du Pays de Gex Agglo, un établissement public de coopération intercommunale (EPCI) à fiscalité propre créé en 1995 sous le statut de communauté de communes et transformé en communauté d'agglomération en 2019, et auquel la commune a transféré un certain nombre de ses compétences, dans les conditions déterminées par le code général des collectivités territoriales.

### Tendances politiques et résultats
Au second tour des élections municipales de 2014 dans l'Ain, la liste DVD menée par Daniel Raphoz  obtient la majorité absolue des suffrages exprimés, avec 1 075 voix (50,44 %, 22 conseillers municipaux élus, dont 4 communautaires), battant de 19 voix celle du maire PS sortant, François Meylan (1 056 voix, 49,55 %, 7 conseillers municipaux élus dont 1 communautaire.
Lors de ce scrutin, 46,24 % des électeurs se sont abstenus.
Lors du second tour des élections municipales de 2020 dans l'Ain, la liste DVD menée par le maire sortant Daniel Raphoz obtient la majorité absolue des suffrages exprimés, avec 747 voix (50,40 %, 23 conseillers municipaux élus dont 5 communautaires) devançant largement les listes menées respectivement par : 

- Jean-Loup Kastler  (DIV, 369 voix, 24,89 %, 3 conseillers municipaux élus) ;

- l'ancien maire François Meylan —  qui bénéficiait de la fusion des listes LREM menée par Dorian Lacombe et DIV menée par Christian Landreau — (366 voix, 24,69 %, 3 conseillers municipaux élus).

Lors de ce scrutin, marqué par la pandémie de Covid-19 en France, 60,03 % des électeurs se sont abstenus.

### Liste des maires
Liste des maires qui se sont succédé :
| Période          | Période                   | Identité                         | Étiquette         | Qualité |
| ---------------- | ------------------------- | -------------------------------- | ----------------- | --- |
| 7 février 1790   |                           | René Lépine                      |                   | horloger |
| 14 novembre 1790 |                           | Antoine Daillezette              |                   | horloger |
| 13 novembre 1791 |                           | Joseph Tardif                    |                   | horloger |
| 9 décembre 1792  |                           | Jean-Louis Wagnière              |                   | secrétaire de Voltaire |
| 7 janvier 1794   |                           | Louis Grandperret                |                   | |
| 1794             | 1795                      | François Dunoyer                 |                   | maître-maçon |
| 15 novembre 1795 | 1800                      | suppression de la municipalité   |                   | |
| 1800             |                           | Antoine Daillezette              |                   | Horloger |
| 15 mai 1815      |                           | Joseph-Auguste Marinet           |                   | |
| 1817             | 1825                      | Jean-Pierre Sibelet              |                   | |
| 1825             | 1830                      | Hyacinthe Daillezette            |                   | |
| 30 décembre 1830 | 1832                      | Jean-Pierre Sibelet              |                   | |
| 10 avril 1832    | 1834                      | Jean-Marie Durand                |                   | |
| octobre 1834     |                           | Henri de Budé (faisant fonction) |                   | Comte |
| 6 décembre 1834  | 1837                      | Jacques-Philippe Bloume          |                   | |
| 20 novembre 1837 | 1854                      | Jean-Marie Durand                |                   | |
| 7 octobre 1854   | 1870                      | Daniel-Antoine Maréchal          |                   | |
| 26 août 1870     | 1875                      | Jean Chapuis                     |                   | |
| 17 mars 1875     | 1878                      | Félix Gerlier                    | conservateur      | Médecin Conseiller général de Ferney-Voltaire (1862 → 1869)                                                                                               |
| 3 août 1878      | 1882                      | Frédéric Hecler                  |                   | |
| 6 mai 1882       | 1890                      | Louis Chatelain                  |                   | Conseiller général de Ferney-Voltaire (1889 → 1893) |
| 17 novembre 1890 | 1900                      | Félix Gerlier                    | conservateur      | docteur |
| 1901             | 1908                      | Léon Modas                       | républicain       | notaire |
| 1908             | 1914                      | Albert Clerc                     |                   | |
| 1914             | 1919                      | Henri Trillaux                   |                   | |
| 1919             | 1925                      | Théodore Hérand                  |                   | |
| 1925             | 1931                      | Alphonse Robert                  |                   | |
| 1931             | 1959                      | Albert Hecler                    | Rad.              | Conseiller général de Ferney-Voltaire (1945 → 1949) |
| 1959             | 1971                      | Roland Ruet                      | RI                | Chef d'entreprise Sénateur de l'Ain (1971 → 1989) Conseiller général de Ferney-Voltaire (1959 → 1985) Président du conseil général de l'Ain (1976 → 1984) |
| 1971             | 1995                      | Pascal Meylan (1935-2020)        | UDF-PR puis DL    | Notaire Conseiller général de Ferney-Voltaire (1985 → 1998) Vice-président du conseil général Président du SIVOM de l'Est Gessien                         |
| 1995             | 2001                      | Georges Vianès (1938-2025)       |                   | Conseiller maître à la Cour des comptes |
| 2001             | 2008                      | Pierre-Étienne Duty              | DVD               | |
| 2008             | avril 2014                | François Meylan                  | DVG               | Ingénieur Vice-président de la CC du Pays de Gex (2008 → 2014) .                                                                                          |
| avril 2014       | En cours (au 29 mai 2021) | Daniel Raphoz                    | UDI puis Horizons | Fonctionnaire Conseiller départemental de Saint-Genis-Pouilly (2015 → ) Vice-président du Pays de Gex Agglo (2014 → ) Réélu pour le mandat 2020-2026      |

## Population et société

### Démographie

#### Évolution démographique
L'évolution du nombre d'habitants est connue à travers les recensements de la population effectués dans la commune depuis 1793. Pour les communes de plus de 10 000 habitants les recensements ont lieu chaque année à la suite d'une enquête par sondage auprès d'un échantillon d'adresses représentant 8 % de leurs logements, contrairement aux autres communes qui ont un recensement réel tous les cinq ans,.
En 2022, la commune comptait 11 530 habitants, en évolution de +19,64 % par rapport à 2016 (Ain : +5,15 %, France hors Mayotte : +2,11 %).
| 1793 | 1800 | 1806 | 1821 | 1831 | 1836  | 1841  | 1846  | 1851  |
| ---- | ---- | ---- | ---- | ---- | ----- | ----- | ----- | ----- |
| 856  | 884  | 944  | 686  | 935  | 1 194 | 1 214 | 1 238 | 1 173 |

| 1856  | 1861  | 1866  | 1872  | 1876  | 1881  | 1886  | 1891  | 1896  |
| ----- | ----- | ----- | ----- | ----- | ----- | ----- | ----- | ----- |
| 1 138 | 1 166 | 1 288 | 1 232 | 1 403 | 1 274 | 1 222 | 1 200 | 1 232 |

| 1901  | 1906  | 1911  | 1921  | 1926  | 1931  | 1936  | 1946 | 1954  |
| ----- | ----- | ----- | ----- | ----- | ----- | ----- | ---- | ----- |
| 1 269 | 1 169 | 1 172 | 1 102 | 1 209 | 1 232 | 1 224 | 991  | 1 275 |

| 1962  | 1968  | 1975  | 1982  | 1990  | 1999  | 2006  | 2011  | 2016  |
| ----- | ----- | ----- | ----- | ----- | ----- | ----- | ----- | ----- |
| 1 805 | 2 984 | 5 642 | 6 399 | 6 408 | 7 083 | 7 661 | 8 452 | 9 637 |

| 2021   | 2022   | - | - | - | - | - | - | - |
| ------ | ------ | - | - | - | - | - | - | - |
| 10 920 | 11 530 | - | - | - | - | - | - | - |

#### Pyramide des âges
En 2021, le taux de personnes d'un âge inférieur à 30 ans s'élève à 37,6 %, soit au-dessus de la moyenne départementale (35,3 %). À l'inverse, le taux de personnes d'âge supérieur à 60 ans est de 17,2 % la même année, alors qu'il est de 24,3 % au niveau départemental.
En 2021, la commune comptait 5 292 hommes pour 5 628 femmes, soit un taux de 51,54 % de femmes, légèrement supérieur au taux départemental (50,65 %).
Les pyramides des âges de la commune et du département s'établissent comme suit :
| Hommes | Classe d’âge | Femmes |
| ------ | ------------ | ------ |
| 0,2    | 90 ou +      | 0,4    |
| 4,2    | 75-89 ans    | 5,3    |
| 11,2   | 60-74 ans    | 12,9   |
| 19,2   | 45-59 ans    | 19,4   |
| 26,2   | 30-44 ans    | 25,5   |
| 17,6   | 15-29 ans    | 17,5   |
| 21,4   | 0-14 ans     | 18,9   |

| Hommes | Classe d’âge | Femmes |
| ------ | ------------ | ------ |
| 0,6    | 90 ou +      | 1,6    |
| 6,3    | 75-89 ans    | 8,1    |
| 15,5   | 60-74 ans    | 16,2   |
| 21     | 45-59 ans    | 20,4   |
| 19,8   | 30-44 ans    | 19,8   |
| 16,4   | 15-29 ans    | 15     |
| 20,4   | 0-14 ans     | 18,9   |

#### Une population internationale
La proximité de la Suisse et des organisations internationales installées à Genève explique qu'une partie importante de la population de la commune soit étrangère ou d'origine étrangère. Ainsi, selon l'INSEE en 2017, 51 % des habitants âgés de 25 à 54 ans de la commune étaient immigrés (nés étranger à l'étranger)  dont 25 % originaires d'un pays d'Europe et 26 % originaires d'un pays situé hors d'Europe. Parmi les jeunes âgés de 0 à 18 ans, 74 % avaient au moins un parent immigré (38 % au moins un parent immigré d'un pays d'Europe et 36 % au moins un parent immigré d'un pays situé hors d'Europe),.

### Enseignement
- Le collège d’enseignement général est créé en 1961 avec l’ouverture d’une classe de 6e. Le collège d’enseignement secondaire est créé en 1970. Les deux établissements d’enseignement général et secondaire sont érigés en collège international de Ferney-Voltaire et lycée international d’État de Ferney-Voltaire en 1978. Ils doivent leur développement à la présence du CERN et des nombreuses organisations internationales implantées à Genève. Le lycée international de Ferney-Voltaire est un établissement qui scolarise à la fois les élèves de l'arrondissement de Gex dans une structure française classique, et des élèves étrangers dans des classes dites « internationales » gérées de façon privée ou par leur gouvernement de tutelle. Les élèves peuvent y recevoir des cours dans leur langue maternelle (anglais, allemand, espagnol, italien, néerlandais) et préparer le baccalauréat, option internationale. Un second site du lycée est ouvert en 2016 à Saint-Genis-Pouilly.
- Les élèves des écoles maternelles et élémentaires sont accueillis dans trois établissements publics, l'école Jean-Calas, l'école Florian et l'école intercommunale Jean-de-la-Fontaine (pour les enfants de familles résidant à Ferney-Voltaire et Prévessin-Moëns). Un établissement d'enseignement privé, l'école Saint-Vincent, est implanté sur le territoire de la commune.
- Le conservatoire à rayonnement communal de musique et de danse de Ferney-Voltaire accueille chaque année plus de 500 élèves. C'est un établissement municipal, financé par la ville de Ferney-Voltaire. Ses 23 professeurs enseignent la musique et la danse. Une classe d'art dramatique est ouverte depuis 2012.

### Manifestations culturelles et festivités
- Des visites guidées du centre historique de la ville, notamment son développement par Voltaire au XVIIIe siècle, et de l’église Notre-Dame-et-Saint-André sont proposées par la mairie de Ferney-Voltaire.
- Deux expositions sont accessibles toute l’année au public, librement ou en visite commentée par la guide de la mairie. L’atelier du livre et de la librairie retrace l’histoire de livre, des premiers supports de l’écriture jusqu’à l’impression typographique au temps de Voltaire. La poterie à Ferney présente un ensemble de pièces rares provenant des ateliers des potiers Eugène Hécler, René Nicole, Lifas et Paul Bonifas, dont la renommée s’exporta en Europe et outre-Atlantique[27].
- La saison Voltaire est la programmation culturelle annuelle municipale qui propose une vingtaine d’événements, concerts, théâtre, conférences, dédiée à l’héritage et à l’actualité des combats du Siècle des Lumières.
- La Fête à Voltaire est le rendez-vous culturel et populaire de la ville. Elle attire chaque année plusieurs milliers de spectateurs venant de tout le Pays de Gex, de Genève et de la région lémanique. Créée en 2002, cette manifestation en plein air, à vocation festive et culturelle, est dédiée à l’œuvre du philosophe, en lien avec le monde contemporain. Une trentaine d’associations multiculturelles assurent restauration et buvette. Après 10 éditions s'étant tenues au centre-ville, les éditions 2012 et 2013 se sont déroulées exclusivement au château de Voltaire
- Le marché des potiers, perpétue la tradition séculaire des maîtres potiers ayant développé leur activité à Ferney-Voltaire. Depuis 2001, il rassemble chaque année mi-septembre entre 30 et 40 potiers venus de toute la France et accueille plusieurs milliers de visiteurs.
- Le château de Voltaire propose tout au long de l’année des événements grand public, déclinaison des manifestations culturelles nationales telles que Rendez-vous aux jardins, Monuments jeu d’enfant ou les Journées européennes du patrimoine.

### Santé
Le Centre de soins infirmiers assure, sur prescription médicale, des soins tels que pansements, injections, perfusions et soins d'hygiène. Les soins peuvent être dispensés à la maison Saint-Pierre ou à domicile sur les communes de Ferney-Voltaire, Prévessin-Moëns, Ornex, Versonnex et Segny.

### Sports
Conçus pour tout public, les équipements sportifs de Ferney-Voltaire sont gérés par le SIVOM de l’Est gessien pour le Cosec, et par la ville pour le centre nautique, le city-stade, le terrain de rugby, les deux terrains de football (dont un en gazon synthétique) et la salle de boxe.
Le centre nautique est équipé de deux bassins, l’un de natation (25 m) et l’autre dédié à la détente. L’espace extérieur est aménagé d’une pataugeoire pour les petits, d’un solarium, d’un terrain de volley-ball, d’un trampoline et d’un espace jeux (échelle de corde, balançoires, mur d’escalade et toboggan). L’espace forme propose vélos et appareils pour l’entraînement cardio-vasculaire, sauna et hammam.
Une trentaine d’associations sportives permettent de pratiquer athlétisme, badminton, boule, pétanque, boxe, cyclisme, football, rugby, escalade, escrime, judo, karaté, natation, ski alpin, ski nautique, tennis, yoga, tir à l’arc, tennis de table et volleyball. Le forum des associations a lieu chaque année le premier dimanche de septembre.

### Médias
L’actualité de la commune est traitée dans les quotidiens Le Dauphiné libéré et La Tribune de Genève, et les hebdomadaires Le Pays Gessien, Voix de l'Ain et Hebdo 01, ainsi que sur les ondes de la radio associative Radio Zones.

## Économie

### Revenus de la population et fiscalité
En 2010, le revenu fiscal médian par ménage était de 30 550 €. Parmi les 3 465 ménages fiscaux, représentant 7 328 personnes, 44,2 % sont imposés.

### Emploi
En 2009, la population âgée de 15 à 64 ans s'élevait à 5 622 personnes, parmi lesquelles on comptait 76,9 % d'actifs dont 68,5 % ayant un emploi et 8,4 % de chômeurs.
On comptait 3 265 emplois dans la zone d'emploi, contre 2 876 en 1999. Le nombre d'actifs ayant un emploi résidant dans la zone d'emploi étant de 3 893, l'indicateur de concentration d'emploi est de 83,9 %, ce qui signifie que la zone d'emploi offre un peu moins d'un emploi par habitant actif.
La ville profite de sa grande proximité avec la ville de Genève. Un tiers de la population environ est composé de fonctionnaires des organisations internationales installées à Genève (ONU, OMS, BIT, OMC etc.), un deuxième tiers se constitue de frontaliers, habitant en France et travaillant à Genève ou dans le canton de Vaud. Cette population à fort pouvoir d'achat connaît un taux de renouvellement très important, qui favorise le maintien des loyers à des niveaux très supérieurs à la valeur des biens immobiliers à la vente. Le dernier tiers de la population qui travaille en France éprouve des difficultés de logement et subit un coût de la vie élevé. Cela force souvent cette catégorie de population à se loger plus loin dans le pays de Gex.
La ville possède une antenne de la Chambre de commerce et d'industrie de l'Ain.

### Entreprises et commerces
Au 31 décembre 2010, Ferney-Voltaire comptait 769 établissements : 8 dans l’agriculture-sylviculture-pêche, 20 dans l'industrie, 34 dans la construction, 554 dans le commerce-transports-services divers et 153 étaient relatifs au secteur administratif.
En 2011, 82 entreprises ont été créées à Ferney-Voltaire, dont 45 par des autoentrepreneurs.
On trouve à Ferney-Voltaire l’ensemble des commerces et des services traditionnels. La commune accueille en outre deux hypermarchés et plusieurs supermarchés. Deux associations regroupe les commerçants : Lascar et l'Association des commerçants et locataires du centre du Levant.
- Le marché hebdomadaire, très fréquenté, se tient au centre-ville le samedi matin.
- Le marché bio est organisé deux fois par an, au printemps et à l’automne. Il rassemble des producteurs bio, des représentants d’associations, entreprises et artisans, engagés dans une démarche de développement durable.

## Culture locale et patrimoine

### Lieux et monuments

#### Monuments civils

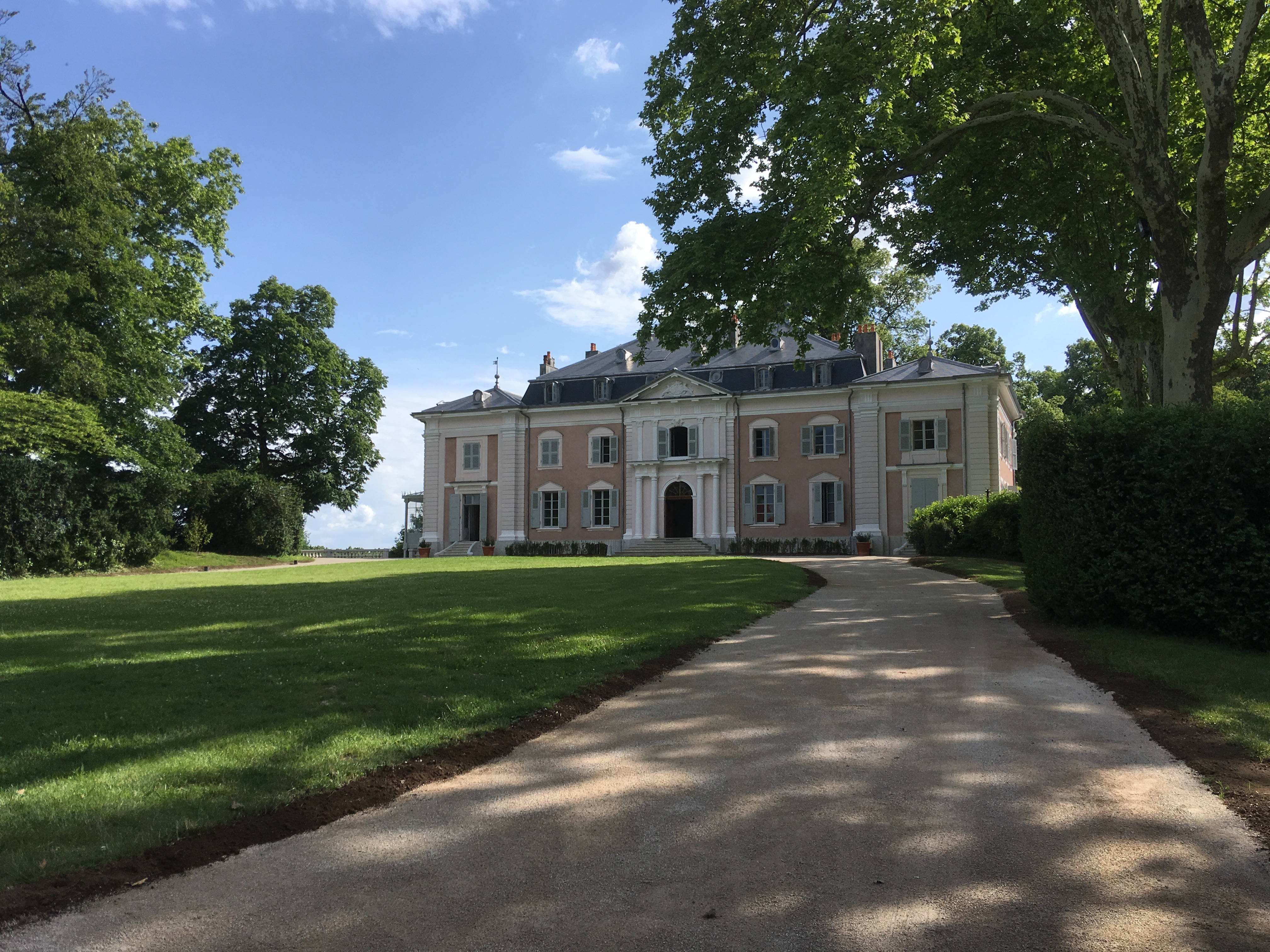
Château de Voltaire, à Ferney-Voltaire.

- Le château de Voltaire, classé au titre des monuments historiques depuis 1958[29], a été acquis par l'État en 1999[30] et est administré par le Centre des monuments nationaux.

Lorsque Voltaire se porte acquéreur du domaine de Ferney, il le reconstruit entièrement en dirigeant lui-même les travaux dès 1758. Le château est terminé en 1762 et présente, côté cour, une façade néo-classique organisée symétriquement autour d'une entrée encadrée de colonnes doriques, surmontée de pilastres doubles à l'étage, et d'un fronton portant les armes du seigneur. La façade, côté jardin, était animée d'un avant-corps en arrondi, encastré de pilastres ioniques et couronné d'un fronton curviligne. Il a été remplacé au XIXe siècle par une façade plate à fronton triangulaire.
Le parc est aménagé simultanément et participe à la mise en scène du château qui domine le site, notamment par l'implantation, au sud, de charmilles et vers l'ouest d'un jardin à la française, d'une pièce d'eau et d'une large terrasse.
Voltaire fait aménager des ouvertures dans la frondaison des arbres en contrebas de la terrasse pour dégager la vue vers les Alpes. La grange voisine était aménagée en salle de spectacle. Très vite, Voltaire se rend à l'évidence : son château est trop petit pour accueillir ses nombreux visiteurs. Il fait appel en 1765 à l'architecte et potier Léonard Racle pour ajouter deux ailes qui donnent à l'édifice son aspect définitif.
À la mort de Voltaire, Catherine II impératrice de Russie projette de bâtir à l'identique le château de Voltaire dans le parc de Tsarskoïe Selo, près de son palais d'été. Dans ce but, elle fait construire une maquette et demande à Léonard Racle de dresser les plans du château et de l'ensemble du domaine, et achète la bibliothèque du philosophe. Ces documents sont conservés à la bibliothèque nationale de Russie.
- La fontaine, située rue de Meyrin et datée de 1628, est inscrite au titre des monuments historiques depuis 1988[31].
- La maison Racle, construite par Léonard Racle et sise au 33 rue de Genève, est inscrite au titre des monuments historiques[32].
- La maison de Loes, au 7 rue Meyrin, est inscrite au titre des monuments historiques[33].
- La villa La Paisible 26 rue de Gex a été la résidence de Gustave Moynier, cofondateur de la Croix-Rouge. 46° 15′ 40″ N, 6° 06′ 19″ E
- La statue de Voltaire est érigée en 1890.

#### Monuments religieux
- L'église Notre-Dame-Saint-André, rue de l'Église, est classée monument historique depuis 1988[34].
- Chapelle du château de Voltaire.
- Le temple de l'Église réformée, rue de Gex, est construit de 1824 à 1825 dans un style néoclassique avec clocher d'ardoises. En 2010, neuf vitraux conçus et réalisés par Monique Copel, artiste vitrailliste, sont offerts par un mécène de Ferney-Voltaire.
- L'église évangélique, rue de Meyrin.
- L'église évangélique de Crossroads, chemin de la Brunette.

#### Patrimoine culturel
- Le théâtre Le Châtelard est aménagé dans une grange typiquement gessienne, ancienne ferme du domaine de Voltaire. Il offre une jauge de 80 places. La Compagnie For, accueillie en résidence, en assure la programmation depuis 2012. Après une réhabilitation de la seconde partie du bâtiment, la Médiathèque Le Châtelard y ouvre ses portes en 2020[35].
- Micromégas est un théâtre jeune public dédié à la marionnette pouvant accueillir 80 personnes. Il a été inauguré officiellement en septembre 2012. La compagnie Il était une fois une marionnette propose une programmation autour de la marionnettes, du conte, de la musique ainsi que des ateliers de fabrication et de manipulation des marionnettes.
- La Comédie de Ferney accueille en résidence la Compagnie Thalie depuis 1994. Pièces de théâtre et concerts sont proposés ainsi que des ateliers théâtre destinés aux adolescents et aux adultes.
- Le cinéma Voltaire dispose de trois salles (435 fauteuils). Il est partenaire de plusieurs festivals de cinéma transfrontaliers : le Festival des cinq continents, Filmar en America Latina, le Festival du film vert.

### Espaces verts et fleurissement
En 2014, la commune obtient le niveau « trois fleurs » au concours des villes et villages fleuris.

### Personnalités liées à la commune

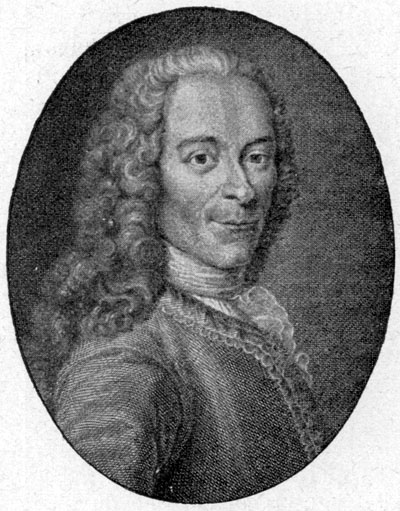
Voltaire.

- Voltaire (1694-1778), écrivain, philosophe, après avoir acquis le château situé à Ferney-Voltaire, il y résida pendant près de 20 ans.
- Jean-Antoine Lépine (1720-1814), horloger et beau-frère de Beaumarchais, vécut dans le village pour commercialiser à Paris les produits de l'horlogerie ferneysienne.
- Léonard Racle (1736-1791), ingénieur, architecte et faïencier, a vécu de 1764 à 1778 dans le village où il entreprit de nombreux travaux à la demande de Voltaire.
- Jean-Louis Wagnière (1739-1802), le principal secrétaire de Voltaire, auteur d'importants mémoires sur sa vie et sur son œuvre, mort à Ferney-Voltaire.
- Pierre Louis Dupas (1761-1823), militaire, général des armées de la République et de l'Empire.
- Louis Pierre Aimé Chastel (1774-1826), général des armées de la République et de l'Empire, mort à Ferney-Voltaire.
- Henriette d'Angeville (1794-1871), alpiniste franco-suisse, prit sa retraite dans le village en 1863.
- Gaspard Mermillod (1824-1892), évêque et cardinal, a acheté en 1873, après avoir été expulsé de Suisse, une maison voltairienne à Ferney où il résida jusqu'en 1880[37], et qu'il céda en 1889 pour qu'elle devienne une école catholique.
- Gustave Moynier (1826-1910), juriste suisse, cofondateur de la Croix Rouge Internationale, avec Henry Dunant, et ayant vécu à La Paisible[38].
- Léopold de Lippe (1835-1860), combattant de l'armée pontificale et martyr[39] de la bataille de Castelfidardo (1860)
- Edouard Pasquet, (1864-1935), pasteur[40] directeur des hospices de Fernet (1895-1926), fondateur de la colonie de Vattay.
- Louis Poterat (1901-1982), parolier, a habité la commune[41].
- Denis de Rougemont (1906-1985), essayiste, a longuement séjourné dans ce village.
- Saphia Azzeddine (1979), romancière franco-marocaine.
- Alexandra Pornet, gagnante de la 21e édition de Koh-Lanta

### Héraldique

Ancien logo.

| Blason de Ferney-Voltaire | Blason  | Écartelé d'argent et de gueules aux quatre lionceaux de l'un en l'autre. |
| Blason de Ferney-Voltaire | Détails |                                                                          |